# ЕПЛ2Т
Електропоїзд ЕПЛ2т — український електропоїзд постійного струму, виробництва Луганського тепловозобудівного заводу. Електропоїзд спроектовано на основі екіпажної частини дизель-поїзду ДЕЛ-01 і електричного устаткування електропоїзду ЕР2Т. Конструкційна швидкість електропоїзда 130 км/год.

## Загальні відомості
Електропоїзд виробляється на Луганському тепловозобудівному заводі. Електропоїзд потужністю 4×240 кВт призначений для перевезення пасажирів на електрифікованих ділянках залізниць з номінальною напругою в контактній мережі 3000 В постійного струму в районах з помірним кліматом. Основна складовість електропоїзда - вісім вагонів: 2 головних, 4 моторних та 2 причіпних (Г-М-П-М-М-П-М-Г).

## Технічні характеристики
В електропоїзді використовується тяговий електродвигун постійного струму. Електропоїзд обладнаний електричним, електропневматичним, пневматичним, ручним гальмами.
Візок моторного вагону двохосний з подвійним ресорним підвішуванням: буксовим безчелюсним с фрикційними амортизаторами коливань та центральним люлечним підвішуванням з гідравличними амортизаторами коливань. Тяговий привід має комбіноване підвішування (тяговий двигун — опорно-рамне; редуктор — опорно-осьове).
Кузов вагона і настил рами виконані з нержавіючої сталі. Між вагонами знаходяться закриті перехідні площадки балонного типу, що забезпечують безпечний перехід пасажирів з вагона у вагон.
Вагони електропоїзда обладнані автозчепленням. Головний вагон має з кожної сторони по двоє, а пасажирський вагон — по троє зовнішніх розсувних дверей, дистанційно керованих машиністом. Внутрішні розсувні двері самозакриваються. Вікна вагонів — блокового типу з безосколкового скла.

## Склад електропоїзда
Електропоїзд формується із двох головних вагонів, і проміжних (моторних, причіпних) між ними. Кількість вагонів у складі електропоїзду 6—12.

## Експлуатація
Електропоїзд експлуатується лише в Україні: на Львівській, Придніпровській та Донецькій залізницях.

## Галерея
- ЕПЛ2Т-034 на ст.Діївка

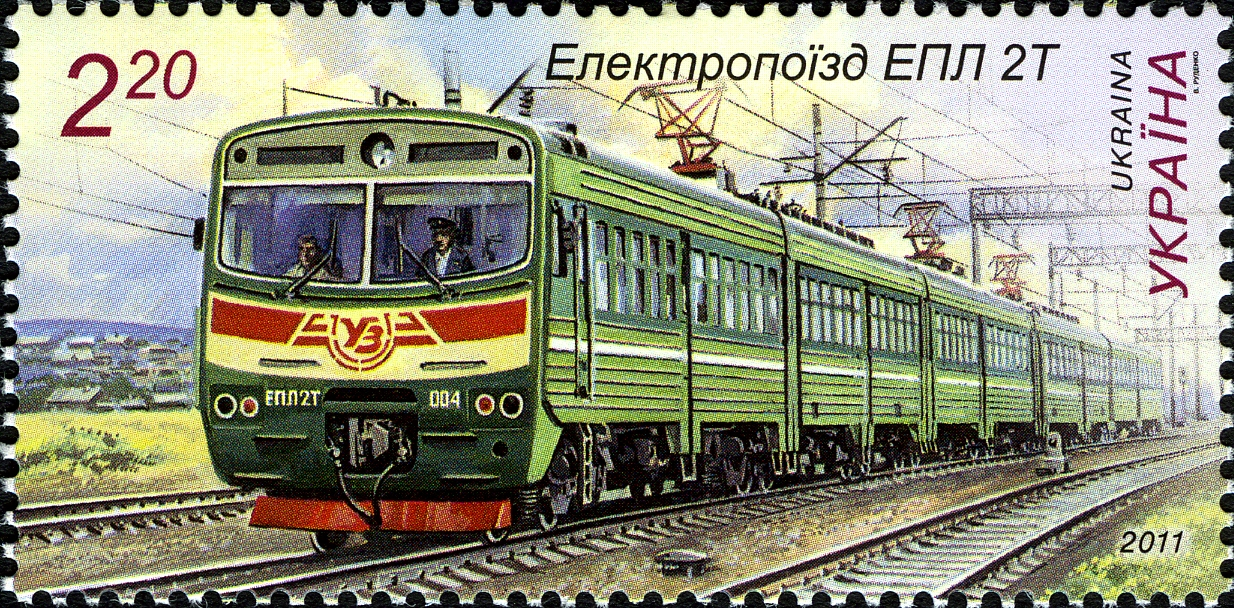
Марка України «Електропоїзд ЕПЛ2Т». Серія «Локомотивобудування в Україні»
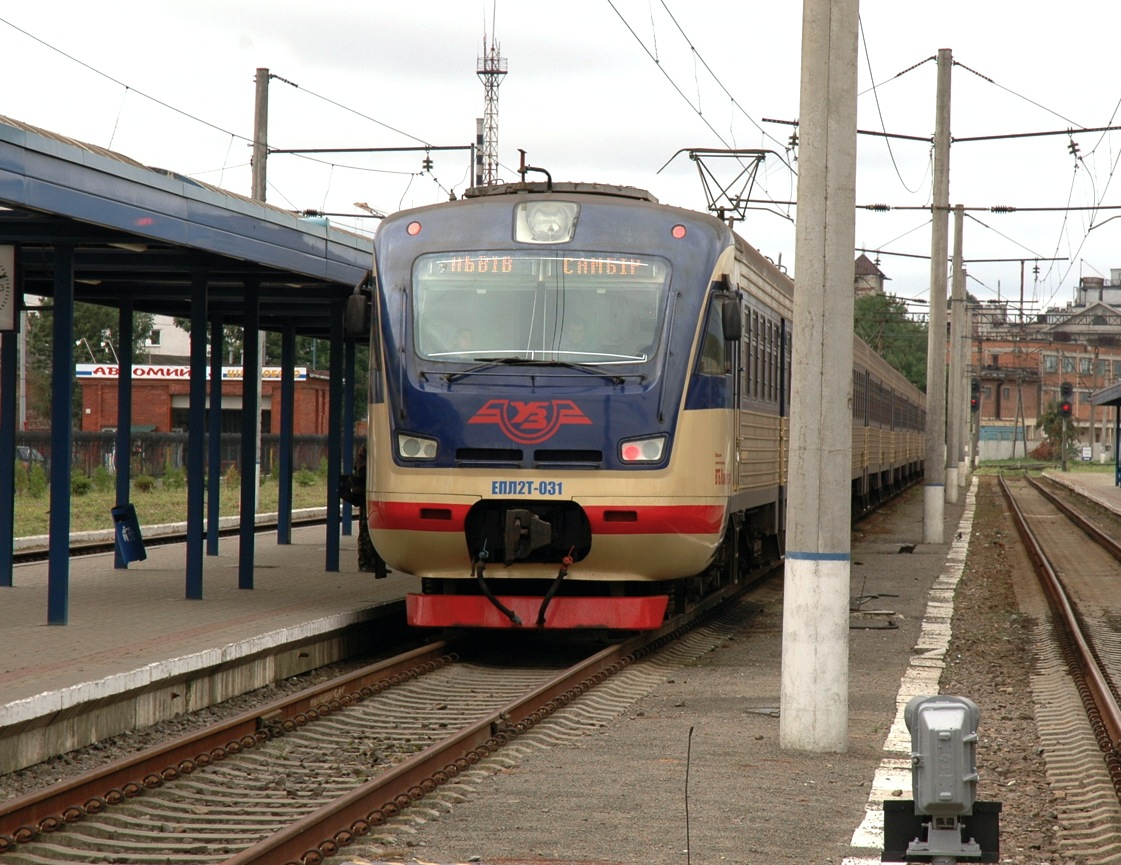
Електропоїзд ЕПЛ2Т-031 на приміському вокзалі у Львові
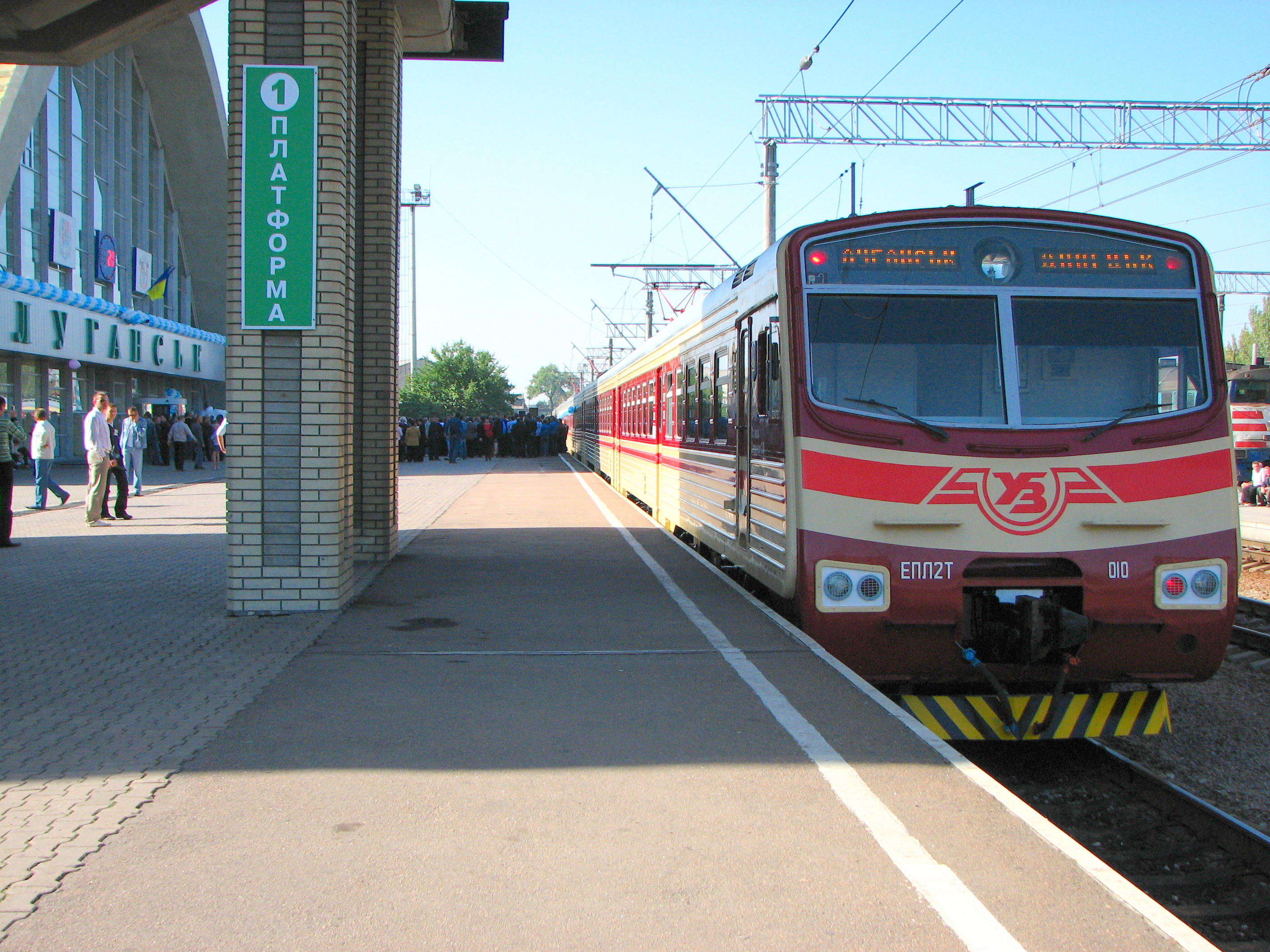
Електропоїзд ЕПЛ2Т-010 «Луганськ-Донецьк» на Луганському вокзалі
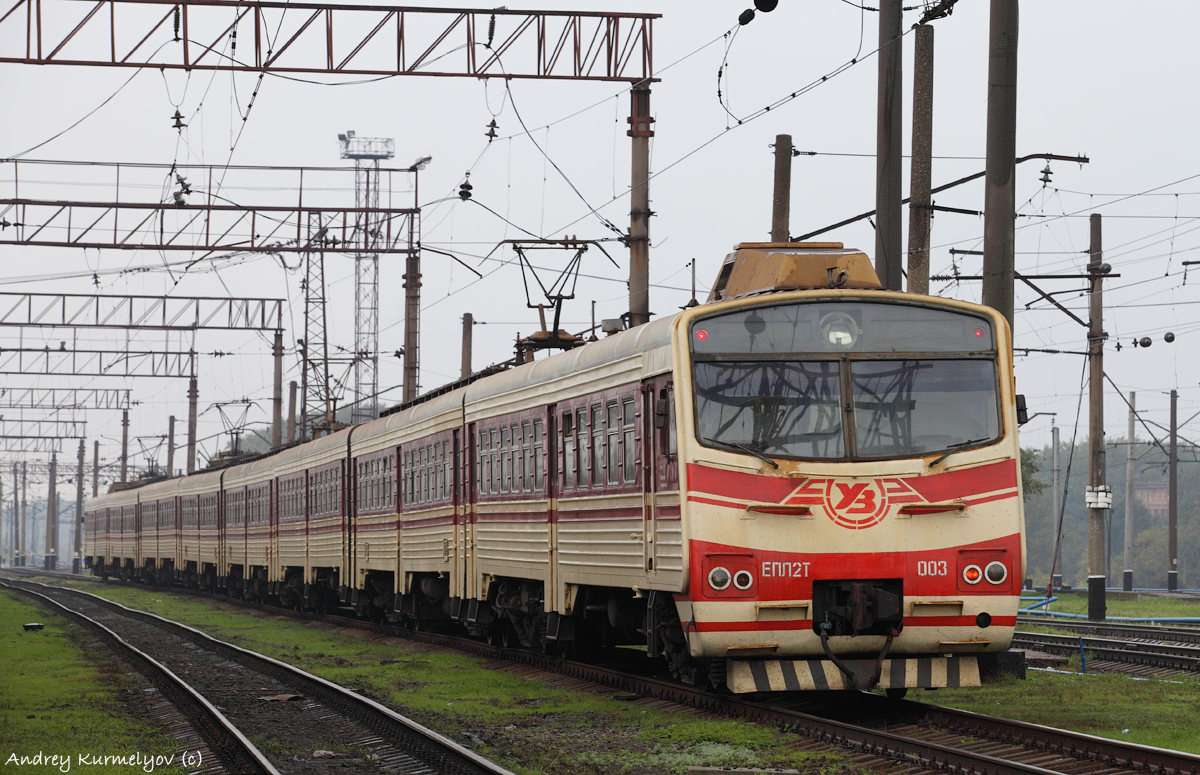
ЕПЛ2Т-003 на станції  Ясинувата
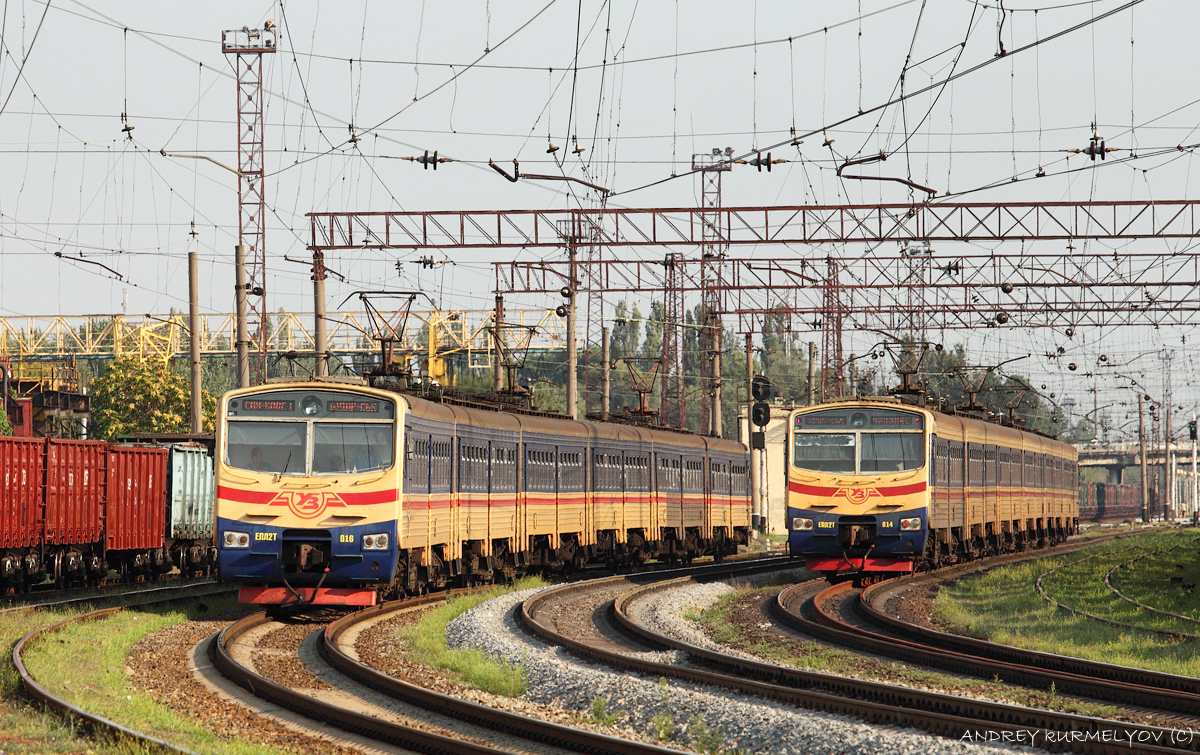
ЕПЛ2Т на ст. Нижньодніпровськ
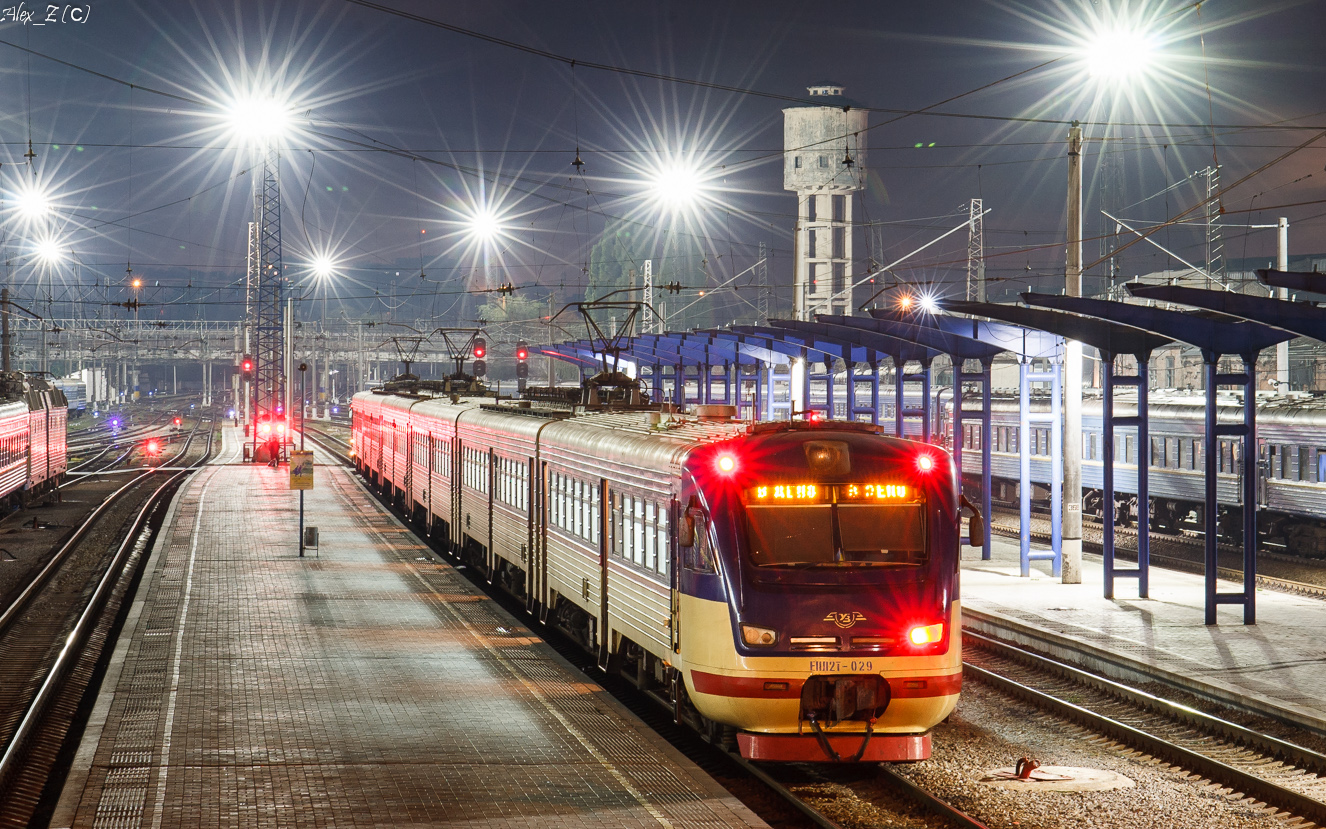
ЕПЛ2Т-029, станція Дніпро-Головний